# Zvonice v Sedličkách
Dřevěná zvonice stojí vedle kostela Všech svatých v Sedličkách, části města Jičín v okrese Jičín. V roce 1999 byla Ministerstvem kultury České republiky prohlášena kulturní památkou České republiky.

## Historie
Výstavba zvonice se datuje do poloviny 17. století. Je součásti areálu kostela Všech svatých a pozůstatkem zaniklé vesnice Zebín. Zvonice je majetkem římskokatolické farnosti Jičín, která s pomocí města Jičín památku postupně opravuje.

## Popis
Na kamenném soklu zděném z pískovcových kvádrů na půdorysu osmiúhelníku je uložen základový trámový rošt. Na základový rošt je postavený hranol tvořený štenýři, podpíraný šikmými vzpěrami a zpevněný masivními dvojicemi křížů. Tato konstrukce vytváří stupňovitou část přecházející do čtyřhranu. Spodní osmiboká část je bedněna s přelaťováním, stupňovitá část (střecha) je krytá šindelem a následný čtyřhran je opět bedněný s přelaťováním. Zvonici ukončuje stanová střecha krytá šindelem s makovicí a křížkem. Ve zvonovém patře jsou dvě okna s dvoukřídlými okenicemi otevřena na jih a východ. Na třech příčných trámech zvonové stolice byly zavěšeny dva zvony z roku 1677, které ulil zvonař Petr z Mladé Boleslavi, zavěšený zůstal jeden. Ke zvonovému patru vede dvouramenné dřevěné schodiště, podlaha je prkenná.

## Galerie

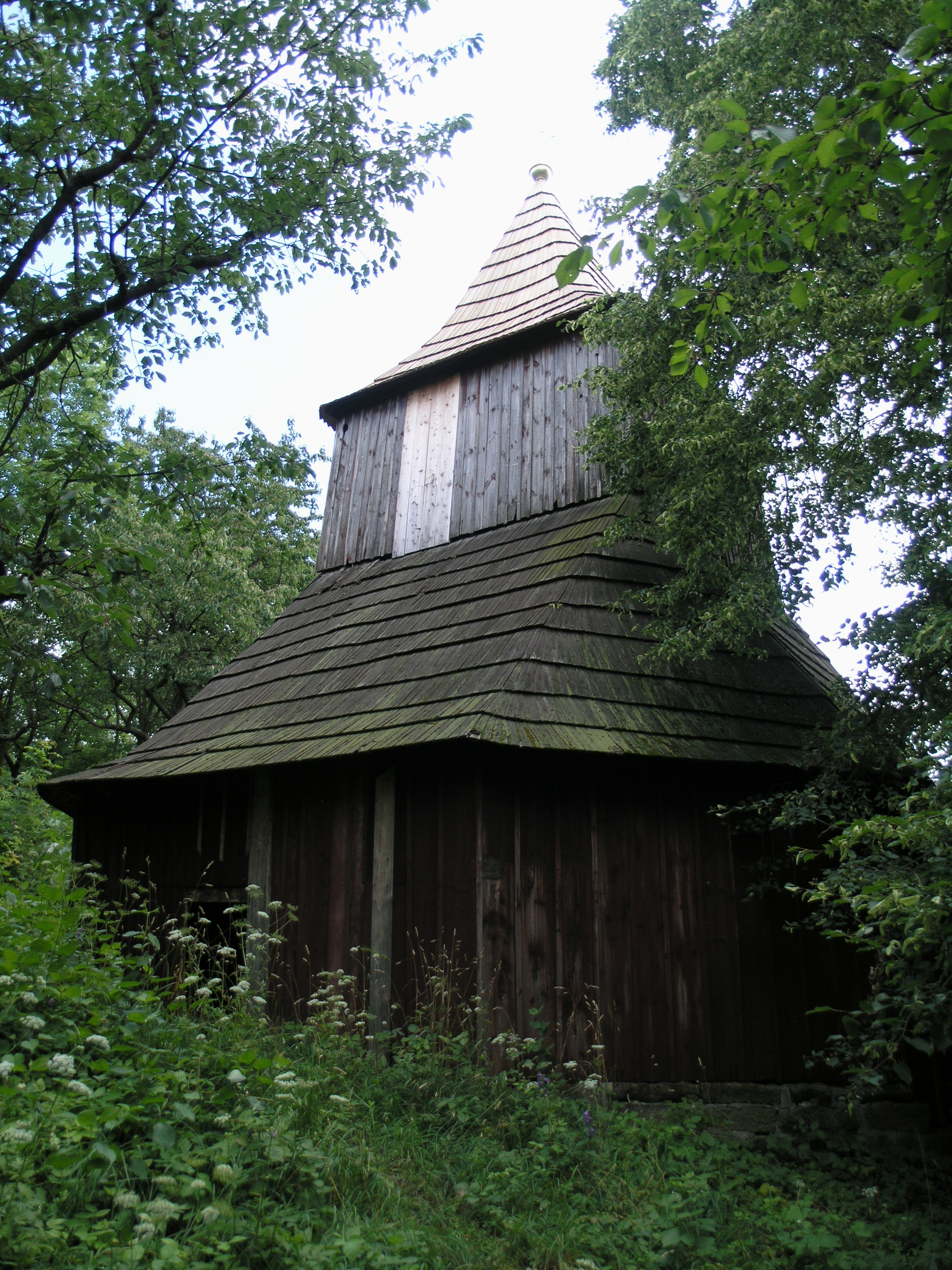
Dřevěná zvonice v roce 2009
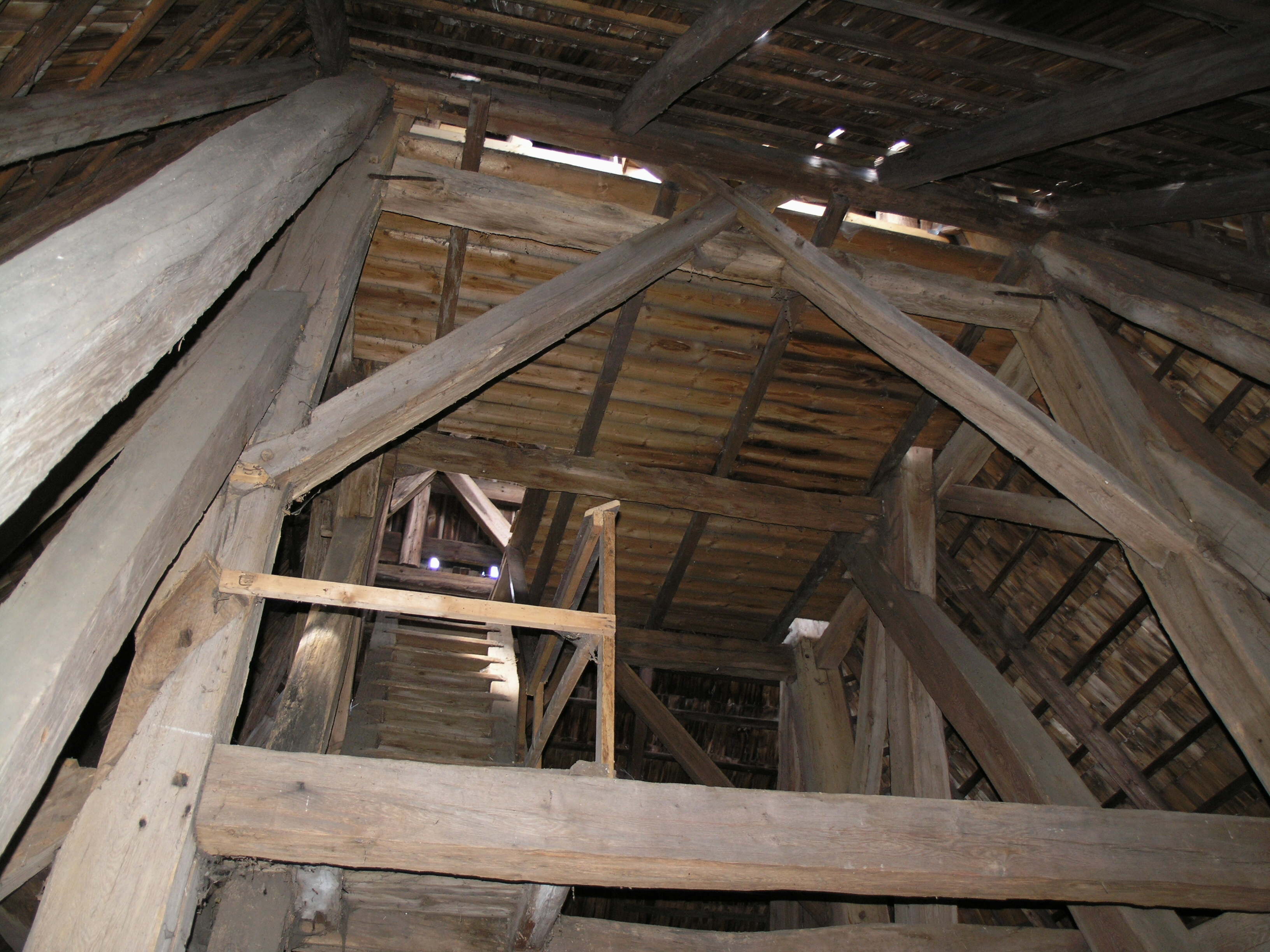
Pohled na schodiště do zvonového patra
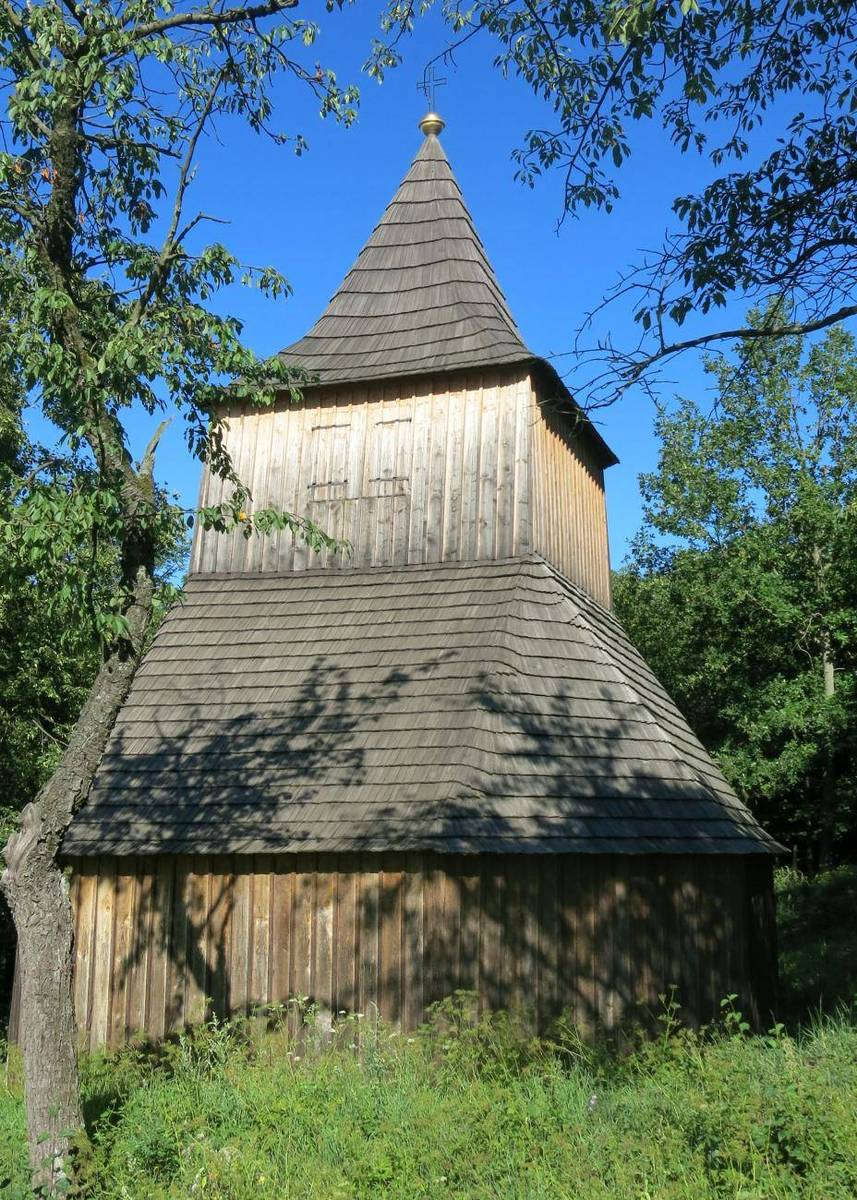
Dřevěná zvonice v roce 2018